# 生神女庇護祭

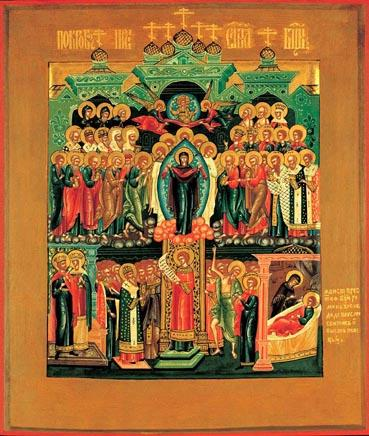
生神女庇護祭のイコン

生神女庇護祭（しょうしんじょひごさい）は、正教会で祝われる祭の一つであり、日本正教会で用いられる訳語である。生神女は、日本正教会で最も頻繁に用いられる聖母マリアの称号であり、しばしば「生神女マリヤ」という呼称が用いられる。
ユリウス暦を採用する正教会では現行の暦上の10月14日に祝われ、グレゴリオ暦に近い修正ユリウス暦を使用する正教会では現行の暦上の10月1日に祝われる。日本正教会では現行の暦上の10月14日に祝われている。
- ギリシャ語：Σκέπη
- ロシア語：Покров Пресвятой Богородицы
- 英語：The Protection of the Mother of God

## 祭についての伝承
生神女庇護祭の由来については不明な部分が多く、伝承も複数残されている。現代の正教会においては、いずれの伝承が正しいのかどうかという問題を論じるよりも、生神女の神への転達（執り成し）としての祈りと、その庇護を記憶する祭として位置付ける方に重点が置かれている。

### 佯狂者聖アンドレイとその弟子エピファニイについての伝承
10世紀、東ローマ帝国はイスラーム諸国により度重なる侵略を受けており、コンスタンティノポリスもまた幾度も攻撃を受けていた。
903年、コンスタンティノポリスの一地区にあるヴラヘルネ（Βλαχερναί）で生神女に捧げられた聖堂において、佯狂者（ようきょうしゃ）聖アンドレイと、その弟子エピファニイが祈っている時に、生神女マリヤが諸天使・使徒・諸聖人・諸預言者と共に空中に現れたのを二人が目撃したという。このとき生神女は全世界が救われるように神に祈り、祈っている信徒達をオモフォル（肩衣）を捧げて覆ったと伝えられている。
この奇蹟が二人に現れた事が街に伝えられ、勇気付けられた人々の戦いによってイスラーム軍は退却したという。この奇蹟を記念するのが生神女庇護祭である。

### ルーシからの侵略に対する護りとしての伝承
別の伝承による由来としては、10世紀頃のイスラームによる侵略に対する護りとしての奇蹟ではなく、9世紀頃にルーシからコンスタンティノポリスへ行われた侵略に対して、海上に居たルーシの艦隊が壊滅した奇蹟が示されたというものがある。聖ネストルによる年代記には佯狂者聖アンドレイとその弟子エピファニイにまつわる記述は無い。

## イコン
生神女庇護祭のイコンには、佯狂者聖アンドレイとその弟子エピファニイが、オモフォル（肩衣）をかかげる生神女と諸聖人を空中に目撃したという伝承と、生神女の下に聖歌作者聖ロマンが描かれる事が多い。聖歌作者聖ロマンは6世紀初頭に永眠しており、生神女庇護祭にまつわるいずれの伝承とも時代は重ならないが、記憶日（聖人の記念日のこと；永眠した日をこれに当てることが多い）が同日であるために、このイコンの中に描かれることとなった。

## 生神女庇護祭の現在
伝承の一つにルーシからのコンスタンティノポリス侵略を示唆するものが含まれているにもかかわらず、どういうわけか皮肉な事に、この祭は現代において、ギリシャ系の正教会（コンスタンディヌーポリ総主教庁、ギリシャ正教会など）よりも、スラヴ系の正教会（ロシア正教会、ウクライナ正教会など）で盛んに祝われている。ロシア正教会を母教会とするアメリカ正教会（ＯＣＡ）と日本正教会でも、同様に盛んに祝われる祭の一つとなっている。これらの教会では、前晩の祈りには大祭や主日（日曜日）と同様の形式である徹夜祷を一般に充てる事にも、この祭が大きな祭として位置付けられている事が示されている。

### 生神女庇護聖堂
正教会では聖堂にハリストス、聖人・祭日・聖書中の事件等を記憶して名を付ける（他教派でも同様の習慣を有する教派はある）。生神女庇護祭はこうした聖堂の命名の祭にも多く用いられる。著名な聖堂の中にこの名を有するものも少なく無い。
ロシア正教会

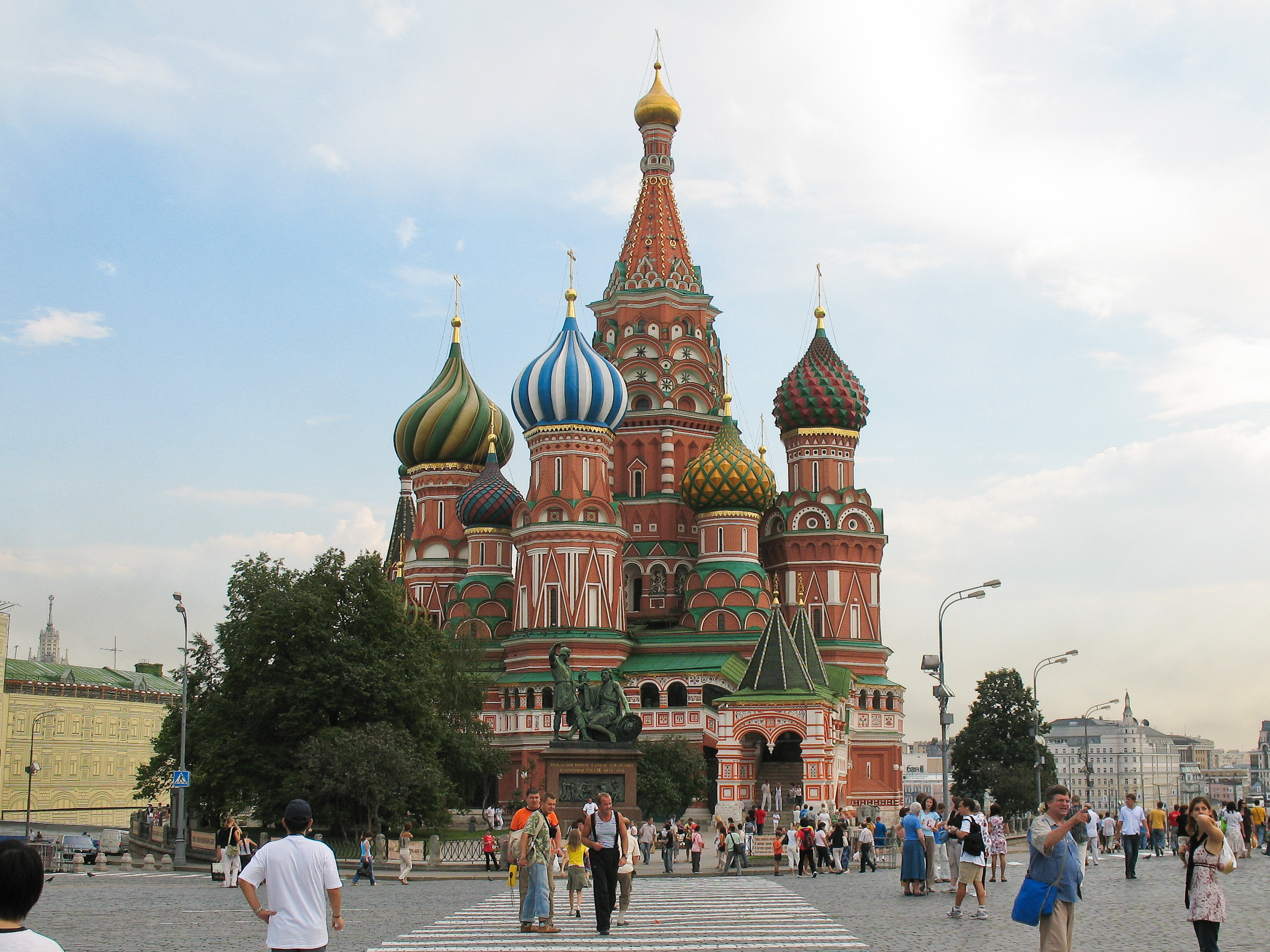
聖ワシリイ大聖堂

- 聖ワシリイ大聖堂 - 正式名称が「堀の生神女庇護大聖堂」（Собор Покрова что на Рву ）。日本では聖ワシーリー寺院の名でも知られる。
- キジ島の生神女庇護聖堂（ポクロフスカヤ教会）
- ネルリ河畔の生神女庇護聖堂

- ポクロフスキー大聖堂 (ハルキウ) - ハルキウにある聖堂。

日本正教会
- 横浜ハリストス正教会 (生神女庇護聖堂)
- 静岡ハリストス正教会 (生神女庇護聖堂)
- 大阪ハリストス正教会 (生神女庇護聖堂)

## 主要参考文献
- 川又一英『イコンの道 ビザンティンからロシアへ』東京書籍 ISBN 978-4-487-79897-1
- 『諸聖略伝』日本ハリストス正教会府主教庁（2003年）